# Sarah Menezes
Sarah Gabrielle Cabral de Menezes (Teresina, 26 maart 1990) is een Braziliaans judoka, die haar vaderland tweemaal op rij vertegenwoordigde bij de Olympische Spelen: in 2008 (Peking) en 2012 (Londen). Ze schreef geschiedenis op zaterdag 28 juli 2012 door als eerste Braziliaanse ooit een olympische judotitel te winnen. In de klasse tot 48 kilogram was Menezes in de finale te sterk voor de Roemeense titelverdedigster Alina Dumitru. Vier jaar eerder, bij haar olympisch debuut, werd ze in de eerste ronde van dezelfde gewichtsklasse uitgeschakeld door de Hongaarse Éva Csernoviczki.

## Erelijst

### Olympische Spelen
- 2012 – Londen, Verenigd Koninkrijk (– 48 kg)

### Wereldkampioenschappen
- 2010 – Tokio, Japan (– 48 kg)
- 2011 – Parijs, Frankrijk (– 48 kg)

### Pan-Amerikaanse Spelen
- 2011 – Guadalajara, Mexico (– 48 kg)

### Pan-Amerikaanse kampioenschappen
- 2005 – Caguas, Puerto Rico (– 44 kg)
- 2009 – Buenos Aires, Argentinië (– 48 kg)
- 2010 – San Salvador, El Salvador (– 48 kg)
- 2012 – Montreal, Canada (– 48 kg)
- 2013 – San José, Costa Rica (– 48 kg)
- 2014 – Guayaquil, Ecuador (– 48 kg)
- 2015 – Edmonton, Canada (– 48 kg)
- 2016 – Havana, Cuba (– 48 kg)

1992: Cécile Nowak ·
1996: Kye Sun-hui ·
2000: Ryoko Tamura ·
2004: Ryoko Tani ·
2008: Alina Dumitru · 
2012: Sarah Menezes · 
2016: Paula Pareto · 
2020: Distria Krasniqi · 
2024: Natsumi Tsunoda